# Алексий Апокавк
Алексий Апокавк (на гръцки: Ἀλέξιος Ἀπόκαυκος) († 11 юни 1345 г.) е виден византийски политик и военачалник (велик дука) на византийския флот при управлението на императорите Андроник III Палеолог и Йоан V Палеолог. През 1341-1347 заедно с константинополския патриарх Йоан XIV Калека той е водач на фракцията, която подкрепя малолетния император Йоан V Палеолог и майка му Анна Савойска в гражданската война срещу Йоан Кантакузин. Опортюнист без произход, той е възприеман като парвеню от динатите и е мразен от тях, независимо че успява да стане най-богатия човек в империята.
На 11 юни 1345 Алексий Апокавк е убит по време на посещение на политически затворници в Константинопол.

## Семейство
Алексий Апокавк има два брака. Първият е с дъщеря на свещеник от църквата Света София, а вторият - с племенница на Никифор Хумн. От първата си жена Алексий има три деца, от втората - две:
- Йоан Апокавк, велик примикюр и управител на Солун, убит през 1345 г. от зилотите, когато след смъртта на баща си преминава на страната на Йоан Кантакузин[2]
- Мануил Апокавк, управител на Адрианопол, преминава на страната на Йоан Кантакузин през 1344 г.[3]
- неизвестна по име дъщеря, омъжена за протостратор Андроник Палеолог, а след неговата смърт при удавяне през 1344 г. омъжена повторно за севастократор Йоан Асен, син на Андроник Асен[4]
- неизвестна по име дъщеря, омъжена за сина на патриарх Йоан XIV Калека
- неизвестна по име дъщеря, омъжена за сина на една от придворните дами на императрица Анна Савойска.